# Taylor Kinney
Taylor Kinney (* 15. července 1981, Lancaster, Pensylvánie, USA) je americký herec a model, který se nejvíce proslavil rolemi ve filmu 30 minut po půlnoci a v seriálech Upíří deníky, Chicago Fire a Chicago P.D..

## Životopis
Narodil se v Lancasteru v Pensylvánii Pamele Heister, zubařka a Daneilovi Kinneymu, bankéř. Vyrostl v Neffsville v Pensyláváni pouze se svojí matkou, poté co se rodiče rozvedli. Má tři bratry: Adam, Ryan a Trent. Ryan zemřel 7. září 2008.
V roce 2000 odmaturoval na Lancaster Mennonite School a před zájmem o herectví studoval business management na West Virginia University. Školu opustil a přestěhoval se na Hawaii, kde pracoval jako tesař.

## Kariéra
Jeho nejznámější role jsou Luke Gianni v televizním seriálu Fashion House na MyNetworkTV, a vedlejší role v seriálu Záchranka San Francisco vysílaného na NBC.
V roce 2010 se objevil ve sedmi epizodách seriálu Upíří deníky Masona Lockwooda. V roce 2011 se do seriálu na dalších šest epizod. V roce 2011 se také objevil ve videoklipu Lady Gaga s názvem "Yoü and I".
V roce 2012 hostoval v seriálu Shameless jako Craig, bývalá středoškolská láska Fiony, hlavní postavy seriálu (hraje ji Emmy Rossum). Získal roli ve filmu 30 minut po půlnoci.
V roce 2012 získal jednu z hlavních rolí seriálu Chicago Fire. V roce 2014 se také objevil ve spin-offu seriálu Chicago P.D. a o rok později i v dalším spin-offu Chicago Med.

## Osobní život
V létě 2011 se poznal s Lady Gaga na natáčení videoklipu k její písničce Yoü And I a dali se dohromady. V únoru 2015 pár oznámil zasnoubení, v červenci roku 2016 je však odvolali.

## Filmografie
| Rok  | Název                 | Role           | Poznámky    |
| ---- | --------------------- | -------------- | ----------- |
| 2007 | White Air             | Frank          |             |
| 2007 | Výheň                 | Bill Jamison   |             |
| 2010 | Scorpio Men on Prozac | Láska Maye     |             |
| 2011 | Prodigal              | Brad Searcy    | Krátký film |
| 2012 | Stars in Shorts       | Brad Searcy    |             |
| 2012 | 30 minut po půlnoci   | Jared          |             |
| 2014 | Jedna za všechny      | Phil           |             |
| 2015 | Nenápadné zlo         | Eddie          |             |
| 2015 | Ruku na to            | Private Barnes |             |
| 2016 | Les sebevrahů         | Aiden          |             |
| 2018 | Here and Now          | Jordan         |             |

| Rok             | Název                              | Role           | Poznámky                            |
| --------------- | ---------------------------------- | -------------- | ----------------------------------- |
| 2006            | Fashion House                      | Luke Gianni    | hlavní role, 35 dílů                |
| 2007            | What about Brian                   | Jared          | díl: „What About Secret Lovers...”  |
| 2008            | Sběratelé kostí                    | Jimmy Fields   | díl: „Konec hvězdy“                 |
| 2009-10         | Záchranka San Francisco            | Glenn Morrison | hlavní role, 19 dílů                |
| 2010-11         | Upíří deníky                       | Mason Lockwwod | vedlejší role (2.-3. série), 9 dílů |
| 2011            | A Mann's World                     | France         | TV film                             |
| 2011            | Pět žen                            | Tommy          | TV film                             |
| 2011            | Kriminálka New York                | Jason Locke    | díl: „Identity Crisis“              |
| 2011            | Rizzoli & Isles: Vraždy na pitevně | Jesse Wade     | díl: „Don't Hate the Player“        |
| 2012            | Dating Rules from My Future Self   | Dave           | internetový seriál, hlavní role     |
| 2012            | Shameless                          | Craig Heisner  | 2 díly                              |
| 2012            | Castle na zabití                   | Darren Thomas  | díl: „Vraždy pole pohádky“          |
| 2012            | Lovci lebek                        | Perry          | díl: „SEALd Fate“                   |
| 2012–současnost | Chicago Fire                       | Kelly Severide | hlavní role                         |
| 2014–současnost | Chicago P.D.                       | Kelly Severide | 6 dílů                              |
| 2015–současnost | Chicago Med                        | Kelly Severide | 3 díly                              |
| 2017            | Chicago Justice                    | Kelly Severide | díl: „Fake“                         |